# Marchand de sable (télévision allemande)
 (juillet 2008).
- Si vous ne connaissez pas le sujet, laissez ce bandeau (vous pouvez alors contacter les auteurs).
- Si vous supprimez le contenu mis en cause (vous pouvez préalablement contacter les auteurs),

argumentez précisément cette suppression dans la page de discussion
(un manque de référence n'est pas un argument ; une recherche réelle de référence doit avoir été effectuée, être formellement documentée).
Pour les articles homonymes, voir Marchand de sable.
Le marchand de sable ou petit marchand de sable (Sandmännchen) est un personnage d'animation de la télévision allemande, qui existe depuis le 22 novembre 1959. Ce personnage est apparu dans une émission pour enfants qui portait le même nom. 

## Naissance du marchand de sable
Le 22 novembre 1959, les téléspectateurs de la RDA ont découvert leur marchand de sable pour la première fois.  Depuis lors, chaque soir, peu avant sept heures, il raconte une histoire et disperse à la fin le sable magique, une légère transposition du conte du marchand de sable de Hans Christian Andersen, dans lequel il n'est pas question du sable comme signe de sommeil. 

Le constructeur, un créateur de scène de la télévision est-allemande, a conçu  plus de 200 véhicules différents pour  le petit marchand de sable, l'un plus imaginaire que l'autre: des sous-marins, des fusées, des Trabis, des hélicoptères, des bicyclettes aériennes, des montgolfières. L'arme secrète du marchand de sable est un sac de sable magique.
En Allemagne de l'est, c'est le marchand de sable qui apportait l'histoire du soir, sur la DFF, en RFA, c'est le marchand de sable de l'ouest qui racontait son histoire sur l'ARD.
Dans l'émission de la DFF, apparaissaient d'autres personnages, comme par exemple Pittiplatsch et Schnatterinchen (un lutin et un canard), Moppi (un chien), Monsieur Renard et Madame Pie, Flax et Krümel... qui au fil du temps sont devenus des personnages culte.

## Rumeurs à propos du marchand de sable
De mauvaises langues affirment que le marchand de sable de l'Est aurait jeté des grains de sable afin de faire de la propagande. Or, ce n'est que de temps en temps que la DDR-Fernsehen mélangeait un grain  « socialiste » dans son sac de sable. Le marchand de sable a visité le festival mondial de la jeunesse, la foire de  Leipzig, l'armée populaire nationale. Le marchand de sable ne devait pas agir de manière trop socialiste, car il faisait partie des peu de porteurs de devises de la RDA. En tant que travailleur « immigré » de la RDA, il apportait de l'argent de l'ouest au Danemark, en Suisse et en Grèce. 
C'était aussi probablement plutôt un hasard que sa barbe pointue soit semblable à celle du numéro un est-allemand Walter Ulbricht. 
Le  metteur en scène du film  Gerhard Behrendt et le créateur voulaient que le marchand de sable ait un caractère «puéril» mais aussi qu'il incarne la sagesse. Behrendt a créé la poupée du marchand de sable, il a écrit et produit depuis le milieu des années soixante plus de 300 films avec le marchand de sable. 
Entre-temps le petit Ossi est devenu une figure culte de l'Allemagne. La chaîne ORB (en) rend hommage à sa star en organisant un gala d'anniversaire au Friedrichstadt-Palast à Berlin, où se sont rendus Nena et le groupe « Oliver & Kids » qui ont chanté « Sandmanns Party ». De plus, dans la nuit du samedi au dimanche, l'ORB diffuse « La longue nuit du marchand de sable ». À partir de minuit, les inventeurs du marchand de sable diffusent six heures de l'émission « 40 Hits de 40 ans », de la première salutation du marchand de sable à ses plus récentes aventures sur la planète Gugel. 
Maintenant à la retraite,  Gerhard Behrendt s'occupe toujours en  tant que conseiller artistique du marchand de sable pour l'ORB. « Ce qui m'importe surtout, c'est que le marchand de sable garde sa forme originelle », dit le septuagénaire.

## Évolution
Dans les premières diffusions, le marchand de sable apparaissait avec des yeux cernés et le visage grincheux; à la fin de la diffusion, il s'endormait debout contre une lanterne de rue. Des parents horripilés ont écrit des lettres en disant qu'une chose pareille n'était pas possible en novembre, avec en plus ce visage de clochard. Behrendt fit donc faire une cure de beauté à sa marionnette.
On veille encore à l'approvisionnement de sable. 11 000 manuscrits du marchand de sable sont stockés dans les archives de radiodiffusion de Berlin. L'ancien studio national s'appelle maintenant Sandmann-Trickfilm GmbH. Des produits comme des coussins, des cassettes vidéo et des livres  peuvent aussi être commandés via Internet du marchand de sable. Le marchand de sable a surmonté sans problème son premier pas dans l'économie de marché. 
Le marchand de sable n'a encore jamais eu de problèmes avec le passage des frontières. Le marchand de sable, star préférée de la DDR, a  dépassé de loin ses frontières.  En 1978, le marchand  mobile a décollé du sol socialiste grâce à Soyouz 31. Une poupée de 100 grammes a accompagné la mission soviético-allemande au côté de Sigmund Jaehn ; le marchand de sable est devenu le premier nain allemand à aller dans l'espace.
À la suite de la réunification allemande, et alors que la télévision de la RDA cesse d'émettre, la version est-allemande du marchand de sable est reprise par la télévision de l'Ouest, au détriment de la version ouest-allemande qui disparaît en 1991. Des épisodes de l'émission continuent d'être diffusés sur diverses chaînes allemandes comme MDR Fernsehen.